# Janet Hubert-Whitten
Janet Hubert-Whitten, vero nome Janet Louise Hubert (Chicago, 13 gennaio 1956), è un'attrice statunitense.
Deve la sua fama all'interpretazione di Vivian Banks nelle prime tre stagioni della sitcom Willy, il principe di Bel-Air.

## Biografia
Nel 1983 interpreta Tantomile nella produzione originale di Broadway del musical di Andrew Lloyd Webber Cats, ed è la prima sostituta di Betty Buckley per il ruolo della protagonista.
Nel 1990, dopo aver partecipato a diverse serie televisive, interpreta il suo ruolo più famoso, Vivian Banks nella sitcom Willy, il principe di Bel-Air, dove è la zia del protagonista Will Smith. Fin dall'inizio l'attrice ha difficoltà a lavorare con la star dello show Will Smith, infatti la Hubert lo accusa di essere spietato e di rovinare gli altri attori con la sua smania di protagonismo. Rimane incinta (come mostrato anche nella serie TV) e viene licenziata a causa di una violazione contrattuale dovuta alla sua gravidanza: nella serie non era infatti prevista la nascita di un nuovo figlio di Vivian e Philip Banks, ma la situazione viene cambiata e adattata proprio a causa della gravidanza della Hubert che nella finzione televisiva partorisce Nicky. 
A partire dalla quarta stagione della serie, il personaggio interpretato dalla Hubert viene affidato a Daphne Maxwell Reid. Dopo il suo licenziamento dallo show, l'attrice lancia accuse e critiche nei confronti di Will Smith, e lo stesso Smith ammette di aver avuto difficoltà a lavorare con lei ben prima della sua gravidanza a causa del suo carattere. Nel 2020, in occasione della reunion del cast di Willy, il principe di Bel-Air, la Hubert e Will Smith si riappacificano dopo 27 anni e hanno un confronto amichevole in cui la Hubert spiega di non essere stata licenziata, ma semplicemente di non aver accettato la pessima offerta fattale all'epoca, con uno stipendio ridotto e il divieto di lavorare altrove: «Quando ho lasciato lo show avevo questo nuovo bambino e nessun altro. La mia famiglia mi ha rinnegato, Hollywood mi ha rinnegato. La mia famiglia ha detto: "Hai rovinato il nostro nome", e che ero poco professionale sul set. Ho smesso di parlare con tutti perché non sapevo di chi fidarmi perché ero stata bandita». Will Smith, visibilmente rammaricato per il racconto dell'ex-collega, spiega il suo punto di vista, che all'epoca era solo quello di un ragazzino di 20 anni che forse non si rendeva conto delle sue azioni: «All'epoca sentivo che tutto potesse essere una minaccia per me. Ero guidato dalla paura. Oggi ho dei figli, ho divorziato e ho un secondo matrimonio, e ora posso capire il dolore e quello che provavi all'epoca. Ma una cosa voglio dirtela, sarai sempre mia zia Viv».

## Filmografia

### Cinema
- Agent on Ice, regia di Clark Worswick (1986)
- Il rovescio della medaglia (White Man's Burden), regia di Desmond Nakano (1995)
- California Myth, regia di Michel Katz (1999)
- 30 Years to Life, regia di Vanessa Middleton (2001)
- Proud, regia di Mary Pat Kelly (2004)
- Neurotica, regia di Roger Rawlings (2004)
- Mom, regia di Lonely Christopher (2013)
- No Letting Go, regia di Jonathan D. Bucari (2015)
- Not Another Black Movie, regia di Donte Williams e Black Jack Johnson (2016)
- Remember Me: The Mahalia Jackson Story, regia di Denise Dowse (2022)

### Televisione
- Hunter - serie tv, episodio 4x20 (1988)
- 21 Jump Street - serie tv, episodio 3x01 (1988)
- Hooperman - serie tv, episodio 2x05 (1989)
- Un uomo chiamato Falco - serie tv, episodio 1x08 (1989)
- I racconti della cripta - serie tv, episodio 2x04 (1990)
- Willy, il principe di Bel-Air - serie tv, 73 episodi (1990-1993)
- Ragionevoli dubbi - serie tv, 2 episodi (1992-1993)
- Dave's World - serie tv, episodio 1x17 (1994)
- Coach - serie tv, episodio 6x19 (1994)
- Anno 2237: prigionieri dell'Eden - film tv, regia di Alan Metzger (1994)
- CBS Schoolbreak Special - serie tv, episodio 12x03 (1995)
- The Faculty - serie tv, episodio 1x04 (1996)
- Jarod il camaleonte - serie tv, episodio 1x05 (1996)
- The Jamie Foxx Show - serie tv, episodio 1x16 (1997)
- Goode Behavior - serie tv, episodio 1x16 (1997)
- Lawless - serie tv, episodio 1x01 (1997)
- NYPD - New York Police Department - serie tv, episodio 5x14 (1998)
- La valle dei pini - serie tv, 1 episodio (1999)
- The Job - serie tv, 4 episodi (2001-2002)
- Una mamma per amica - serie tv, episodio 2x18 (2002)
- Friends - serie tv, episodio 9x02 (2002)
- The Bernie Mac Show - serie tv, 2 episodi (2003-2004)
- Christmas at Water's Edge - film tv, regia di Lee Davis (2004)
- Una vita da vivere - serie tv, 9 episodi (2005-2010)
- Tyler Perry's House of Payne - serie tv, episodio 7x20 (2011)
- Life Twirls On - serie tv (2015)
- Ward of the State - serie tv (2015)
- If Loving You Is Wrong - serie tv, 5 episodi (2016-2017)
- General Hospital - serie tv, 10 episodi (2018-2020)
- King Ester - serie tv, 4 episodi (2019)
- Christmas Belles - film tv, regia di Terri J. Vaughn (2019)
- Pose - serie tv, 1 episodio (2021)
- Single Black Female - film tv, regia di Shari L. Carpenter (2022)

### Videogiochi
- Grand Theft Auto V (2013) - Zia Denise (voce)

## Doppiatrici italiane
Nelle versioni in italiano delle opere in cui ha recitato, Keith Powers è stata doppiata da:
- Barbara Castracane in Willy, il principe di Bel-Air[3]
- Cinzia De Carolis in The Perfect Find - Tutto è davvero possibile
- Alessandra Cassioli ne Il colore delle magnolie